# Kijowska szkoła bracka

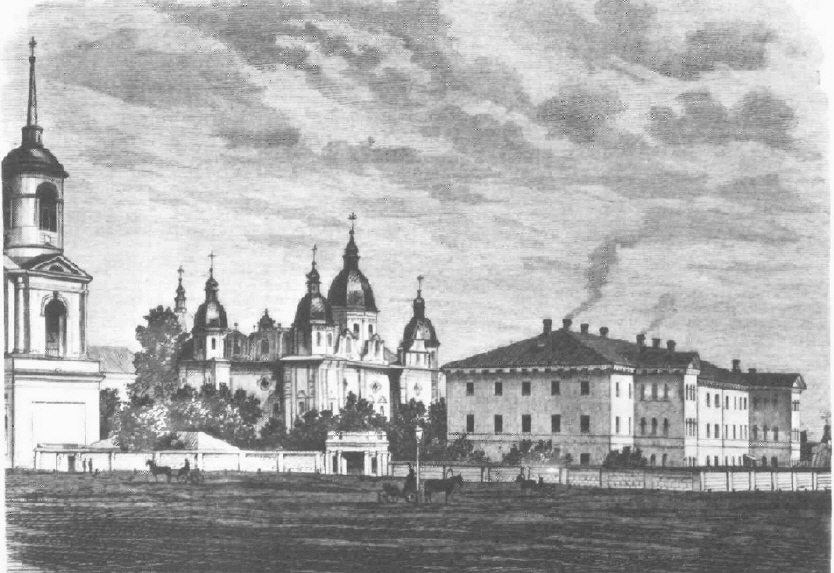
Monaster Objawienia Pańskiego w Kijowie i szkoła bracka

Kijowska szkoła bracka – szkoła bracka, założona w Kijowie przez kijowskie bractwo cerkiewne w 1615. Miała siedzibę w Monastyrze Brackim.
Szkoła powstała dzięki zapisowi (donacji) Halszki Hulewicz I voto Pociej, II v. Łozka, zamożnej szlachcianki ruskiej. Formalnie została założona w 1615 roku, natomiast potwierdzenie od Zygmunta III bractwo uzyskało w 1629 roku. Podstawą statutu szkoły był statut lwowskiej szkoły brackiej. Utworzenie tej szkoły było próbą zachowania starych obyczajów przez prawosławnych kijowskich mieszczan, a jednocześnie podniesienia poziomu kształcenia prawosławnej oświaty, która traciła na popularności w miarę wzrostu popularności unii brzeskiej i jezuickiego systemu kształcenia rozwijającego się na ziemiach Rzeczypospolitej. 
Uczniami kijowskiej szkoły brackiej byli między innymi prawosławny metropolita kijowski Sylwester Kossów i pisarz Sofronij (Stefan) Poczaśkyj. 
Materialnie wspierali szkołę Halszka Hulewicz i Piotr Konaszewicz-Sahajdaczny. 
W 1632 prawosławny metropolita kijowski Piotr Mohyła  połączył i zreorganizował szkoły Ławry Kijowsko-Peczerskiej i kijowskiej szkoły brackiej, tworząc Kolegium Kijowsko-Mohylańskie, przekształcone w 1658 w Akademię Mohylańską.

## Rektorzy kijowskiej szkoły brackiej
- Hiob Borecki (1615-1619)
- Melecjusz Smotrycki (1619-1620)
- Kasjan Sakowycz (1620-1624)
- Spirydon Sobol (1626-1628)
- Choma (Tomasz) Jewlewycz (1628-1632)
- Tarasij Zemka (1632)